# Rosanna Schiaffino
Rosanna Schiaffino (Génova, 25 de noviembre de 1939 - Milán, 17 de octubre de 2009) fue una actriz de cine italiana. Trabajó en producciones de su país y en otras alemanas, francesas, británicas, españolas y estadounidenses.

## Biografía
Nació en Génova, Italia, en el seno de una familia adinerada. Inició su carrera desde muy joven y su madre fue un constante estímulo para que se convirtiera en una mujer famosa y fundamentalmente en actriz cinematográfica, para lo cual fue anotada en un estudio privado para estudiantes de arte dramático. Fue, desde su años juveniles participante en distintos certámenes de belleza, habiendo obtenido el título de Srta. (Miss) Liguria con tan sólo 14 años de edad. Esto último posibilitó que se consolidara su popularidad y comenzara a realizar trabajos dentro del campo del modelaje y la publicidad.

## Carrera cinematográfica
Con el film "El desafío" inició una carrera temporalmente prometedora, dentro del cine de estilo post-neorealista muy de moda en los años 50, film que dirigió Francisco Rosi, donde Rosanna representaba a una muchacha napolitana inspirada en la vida real de Puppeta Maresca (mujer que participó activamente en el mundo de la mafia italiana). Esta película fue muy bien recibida en el Festival de cine de Venecia de 1958.
El productor Franco Cristaldi vio su trabajo y habiendo quedado satisfecho con su desempeño, la contrató para realizar junto a Marcello Mastroianni "Un pedazo de cielo" en el año 1959.
Schiaffino fue catalogada como la Hedy Lamarr italiana. Aunque, también, la habían presentado como la nueva diosa italiana del sexo, después de Gina Lollobrigida y Sophia Loren, sin embargo y a principios de los años 60 ese protagonismo pasaba a manos de la actriz Claudia Cardinale. En 1966 se casa con el productor Alfredo Bini con quien tuvo una hija.
Realizó un nutrido número de películas, pero las mismas no alcanzaron un nivel de importancia acorde a lo esperado por la actriz y sus productores, por tanto, en 1976, se retiró definitivamente de la cinematografía. Fue durante el mismo año que se divorció de Alfredo Bini.
Posteriormente Rosanna comenzó una nueva vida dentro de un selecto mundo social. Durante el verano de 1980, en Portofino, conoció al playboy Jorge Enrique Falck, heredero de una poderosa industria de aceros, quien acababa de divorciarse. La pareja entabló una relación en común y su vida pasó a ser de interés para la prensa sensacionalista del espectáculo. En 1981 dio a luz a su hijo Guido y en 1982 concretó su matrimonio con Falck. El nuevo matrimonio fue decayendo gradualmente y se acrecentó la situación luego que le hubieran diagnosticado cáncer en un pecho, en el año 1991, hasta llegar a los términos de divorcio. Fue controvertido este último debido a recriminaciones desagradables sobre la custodia del hijo de ambos y por la separación de bienes, hasta que finalmente se llegó a un acuerdo, poco antes del fallecimiento de Falck durante el año 2004.

## Fallecimiento
Rosanna Schiaffino falleció de cáncer de mama, luego de un largo padecimiento producto de la complicada enfermedad que la aquejaba, el 17 de octubre de 2009 a la edad de 69 años.

## Filmografía (títulos en su idioma original)
- Totò, lascia o raddoppia? (1956)

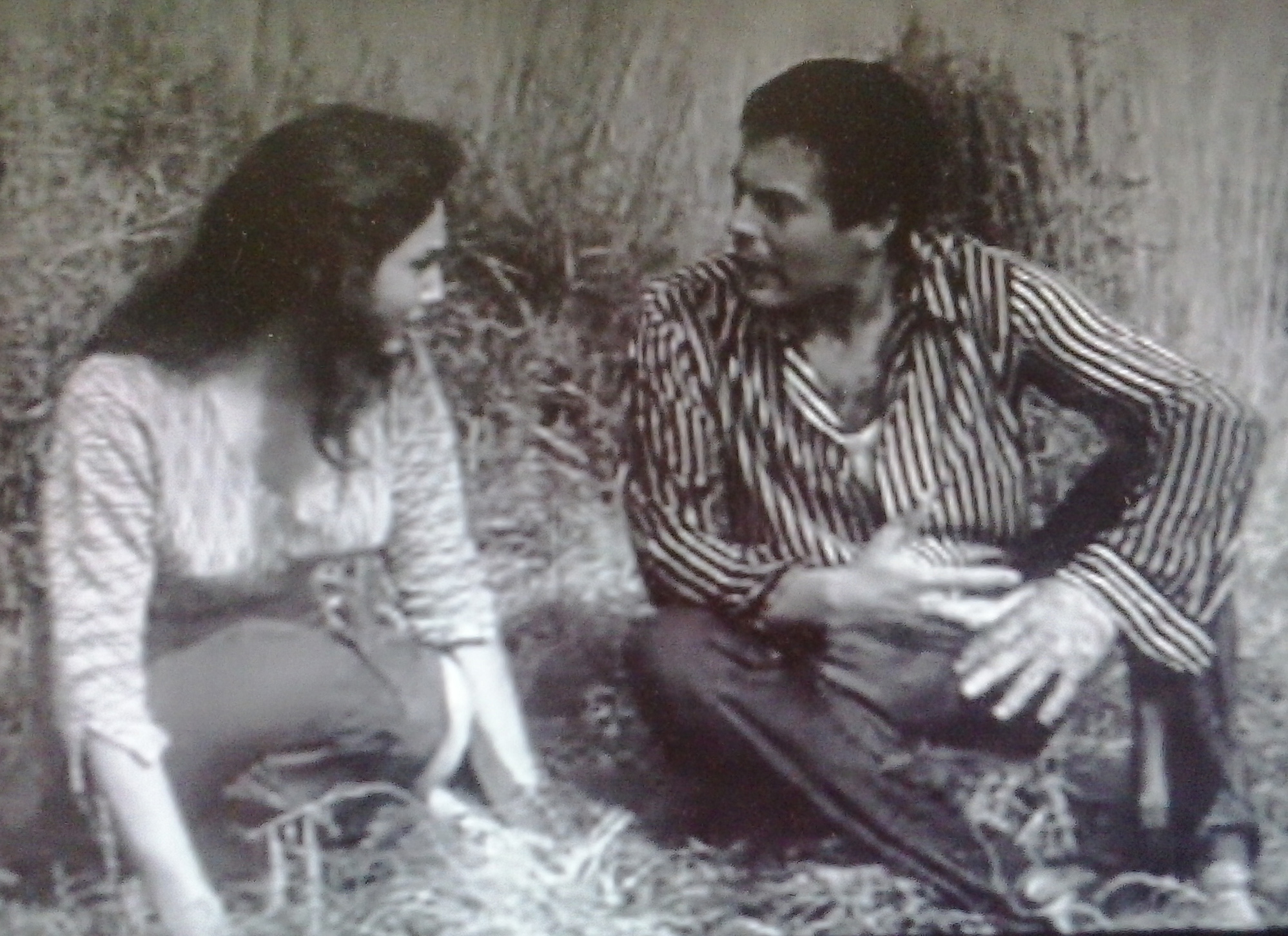
Con M. Mastroianni en la película de 1959 Un ettaro di cielo, de Aglauco Casadio (n. 1920).

- Orlando e i Paladini di Francia (1956)
- La sfida (1958)
- Il vendicatore (1959)
- Un ettaro di cielo (1959)
- La notte brava (1959)
- Ferdinando I, re di Napoli (1959)
- Le bal des espions  (1960)
- L'onorata società  (1961)
- Lafayette (film)  (1961)
- Teseo contro il minotauro(1961)
- Le miracle des loups (1961)
- Il ratto delle sabine (1961)
- I briganti italiani (1962)
- Le Crime ne paie pas (1962)
- Two Weeks in Another Town  (1962)
- Axel Munthe - Der Arzt von San Michele (1962)
- La corruzione (1963)
- Ro.Go.Pa.G. (1963)
- The Victors (1963)[4]
- The Long Ships (1964)[5]
- Sette contro la morte (1964)
- Das Geheimnis der drei Dschunken (1965)
- La mandrágora (1965)[6]
- La strega in amore (1966)
- El Greco (1966)[7]
- Drop Dead Darling  (1966)
- L'avventuriero (1967)
- Encrucijada para una monja (1967)
- Scacco alla regina (1969)
- Simón Bolívar (1969)
- La betìa ovvero in amore per ogni gaudenza ci vuole sofferenza   (1971)
- 7 fois... par jour  (1971)
- Trastevere]] (1971)
- Il magnate (1973)
- Un hombre llamado Noon (1973)
- Gli eroi (1973)
- Il testimone deve tacere (1974)
- Cagliostro  (1974)
- L'assassino ha riservato nove poltrone (1974)
- Ettore lo fusto  (1974)
- Commissariato di notturna (1974)
- La trastienda (1975)
- La ragazza dalla pelle di corallo (1976)
- Don Giovanni in Sicilia (1977, TV miniserie)